# FAB-1500

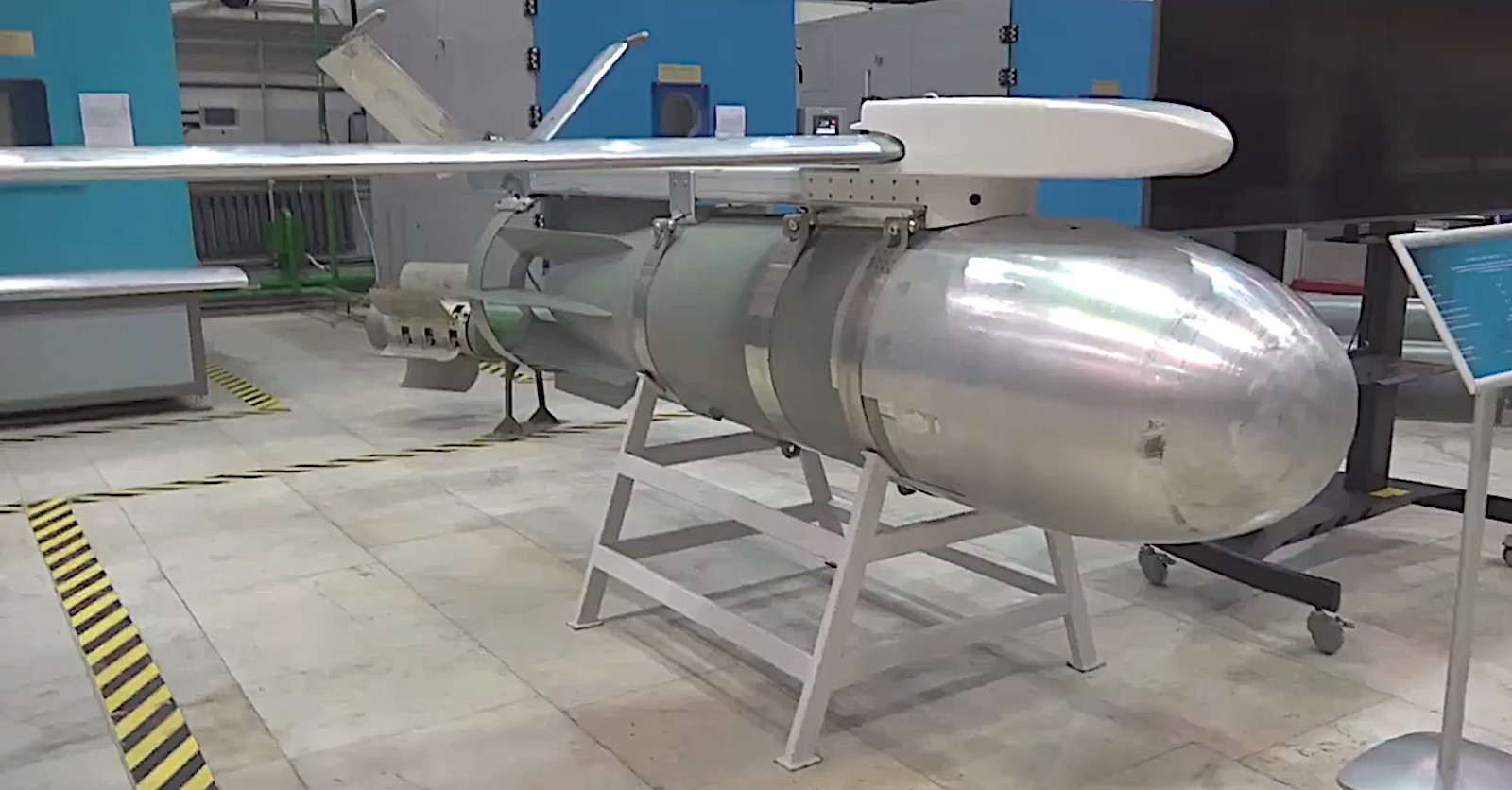
En FAB-1500 med UMPK.

FAB-1500 (ryska: ФАБ-1500) är en sovjetisk/rysk flygbomb. Den första varianten började tillverkas 1954 och var avsedd som huvudbeväpning för attackflygplanet Jakovlev Jak-26. Projektet Jak-26 blev dock nedlagt till förmån för Jakovlev Jak-28 som kunde ta den ännu större bomben FAB-3000. I stället började den användas som medeltung beväpning på Tupolev Tu-16 som kunde bära sex stycken FAB-1500 mot bara två FAB-3000. Även Tu-22, Tu-22M, Su-24 och Su-34 kan bära FAB-1500.
Efter Rysslands invasion av Ukraina började konstruktionsbyrån Bazalt utveckla ett tilläggspaket till FAB-1500 kallat UMPK. Paketet består av en autopilot med tröghetsnavigering och GPS samt två utfällbara vingar och är Rysslands motsvarighet till amerikanska JDAM. Utrustad med UMPK-paket kan FAB-1500 användas som glidbomb och har då en räckvidd på 50–70 km. FAB-1500 med UMPK hade stor betydelse för att förstöra det ukrainska försvaret runt staden Avdijivka i början av 2024. Även i Charkiv har FAB-1500 använts.

## Varianter
- FAB-1500-M54 – Första varianten. En uppskalad modell av FAB-500M-54.[1]
- FAB-1500-2500TS – Halvpansarbomb med tjockt skal. Inträngningsförmåga 2 500 mm.[3]
- FAB-1500T – Strömlinjeformad bomb med tunnare skal avsedd att bäras som extern last i överljudsfart.
- ODAB-1500 – Termobarisk bomb.[8]